# Molophilus tenebricosus
Molophilus tenebricosus är en tvåvingeart som beskrevs av Alexander 1916. Molophilus tenebricosus ingår i släktet Molophilus och familjen småharkrankar.
Artens utbredningsområde är Colombia. Inga underarter finns listade i Catalogue of Life.